# Albanščina
Albánščina je indoevropski jezik, ki ga govori okoli 6 milijonov prebivalcev zahodnega Balkanskega polotoka v jugovzhodni Evropi, večinoma Albanci.

## Abeceda
Albanska abeceda ima 36 črk:
a, b, c, ç, d, dh, e, ë, f, g, gj, h, i, j, k, l, ll, m, n, nj, o, p, q, r, rr, s, sh, t, th, u, v, x, xh, y, z, zh.
Izgovarjava črk, ki jih v slovenski abecedi ni:
ç - identičen slovenskemu č
ë - izgovarja se kot polglasnik e
gj - izgovarjava kot đ
l - hkratni izgovor lj
ll - enak slovenskemu l
nj - hkratna izgovarjava nj
q - kot ć
rr - ojačan r
sh - ustreza slovenskemu š
th - izgovarjava kot v angleški besedi thank (ni zvočen)
dh - izgovarjava kot th, vendar je zvočen
x - hkratna izgovarjava dz
xh - izgovarjava kot dž
y - kot ü
zh - ustreza slovenskemu ž

## Izvor albanščine
Albanščina je samostojen jezik v okviru indoevropske družine. Indoevropski izvor albanščine je leta 1854 utemeljil nemški jezikoslovec Franz Bopp.
Točen izvor albanščine v okviru indoevropskih jezikov ni dokončno pojasnjen. Razlog za to je vsaj delno treba pripisati dejstvu, da so prvi pisni viri v albanščini nastali pozno, šele v 15. stoletju, do tedaj pa je albanščina sprejela veliko latinskih, turških in slovanskih leksikalnih vplivov.
V preteklosti se je pogosto pojavljala razlaga, da je albanščina potomka ilirskega jezika. Ker pa je o jeziku antičnih Ilirov znanega zelo malo, je treba razlago o ilirskem izvoru albanščine razumeti kot zgolj hipotetično, saj so trdni jezikoslovni dokazi zanjo minimalni.
Jezikoslovec Vladimir Orel meni, da pradomovina albanščine zagotovo ni današnja Albanija in tudi ne področje starodavnega Ilirika, temveč je njen izvor treba iskati bolj severno, v notranjosti balkanskega polotoka. Najpogosteje navajan dokaz v prid tej razlagi je balkansko substratno besedišče, ki je skupno albanskemu in romunskemu jeziku. Tudi latinske besede v albanščini kažejo podoben fonetični razvoj kot v romunščini, kar kaže, da je bila albanščina romanizirana pod vplivom južnobalkanske latinščine, ki se je govorila v nekdanji rimski provinci Dakiji in bila obenem podlaga za nastanek romunščine. Albanščina je tako rezultat delne (prekinjene) romanizacije, romunščina pa rezultat popolne romanizacije. Da pradomovina Albancev ni mogla biti ob Jadranu, dokazuje tudi dejstvo, da albanščina nima lastnega besedja, povezanega z morjem in pomorstvom, temveč je ustrezne izraze prevzela iz latinščine (npr. peshk 'riba' < lat. piscis, ishull 'otok' < lat. insula) ali pa uporablja metaforična poimenovanja (npr. det 'morje' < praalbansko *deubeta, prvotno 'globina', prim. gotsko diupiþa, angleško depth). Po mnenju Orla je najverjetnejša pradomovina albanščine obsegala področje rimske province Dacie Ripensis, kar pomeni današnjo severozahodno Bolgarijo in skrajni vzhod Srbije, lahko pa je segala še severneje do Karpatov in Beskidov. Če hipoteza drži, predniki Albancev niso bili sorodni z Iliri, temveč z Dačani.